# 酒井啓子
酒井 啓子（さかい けいこ、1959年（昭和34年）2月 - ）は、日本の国際政治学者。千葉大学国際高等研究基幹特任教授、同大学グローバル関係融合研究センター長。専門は、中東政治、イラク政治。第21代日本国際政治学会理事長を務めた(2012年 - 2014年)。

## 人物
日本における数少ないイラク専門家として、イラク戦争以降急速に論壇への露出が増え、社民党の広報誌『社会民主』などで執筆活動もしている。テレビなどへのメディア出演も少なくない。東京大学教養学部時代には、ゼミナール用のテクストとして、エドワード・サイードの著書『オリエンタリズム』の共訳を行ったことがある。

## 略歴
- 神奈川県小田原市出身[7]
- 東京都立青山高等学校卒業
- 1982年3月 東京大学教養学部教養学科国際関係論分科卒業
- 1982年4月 アジア経済研究所動向分析部研究員（この間ダラム大学中東イスラムセンター修士課程修了）
- 1986年5月 在イラク日本国大使館専門調査員
- 1989年4月 アジア経済研究所中東綜合研究プロジェクトチーム研究員
- 1995年1月 ダーラム大学よりM.A.（社会科学）の学位を取得。
- 1995年4月 カイロ・アメリカン大学（英語版）客員研究員
- 1997年4月 アジア経済研究所研究企画部地域研究部新領域センター
- 2005年10月 東京外国語大学大学院地域文化研究科（中東イスラーム研究教育プロジェクト）教授
- 2009年4月 東京外国語大学総合国際学研究院（先端研究部門）教授（大学院重点化による所属変更）
- 2012年10月 千葉大学法政経学部教授
  - 2015年4月 - 2017年3月 千葉大学法政経学部長
  - 2017年4月 千葉大学グローバル関係融合研究センター長
- 2019年3月 論文「現代イラク政治における宗教・宗派的要因の解明と国内・域内・国際関係との連関」[8]にて京都大学より博士（地域研究）の学位を取得。
- 2020年～2021年に刊行されたシリーズ「グローバル関係学」（岩波書店）全7巻の編集代表を務める[9]。
- 2024年4月 千葉大学国際高等研究基幹特任教授（現職）

## 受賞歴
- 2003年11月、第15回アジア太平洋賞大賞（著書『イラクとアメリカ』で受賞）
- 2009年7月、大同生命地域研究奨励賞[10]（「イラク地域研究および中東現代政治研究の新たな展開」に対して）
- 2022年、第12回地域研究コンソーシアム賞・研究企画賞[11]（シリーズ「グローバル関係学」全7巻の編集代表）

## 社会的活動
- 日本国際政治学会理事長（2012年 - 2014年）
- 日本国際政治学会副理事長（2010年 - 2012年）
- 日本学術会議第一部会会員（第20期）
- 朝日新聞書評委員
- 東京財団仮想制度研究所（VCASI）フェロー。

## 著書

### 単著
- 『イラクとアメリカ』（岩波書店〈岩波新書〉、2002年）ISBN　978-4-00-430796-9
- 『フセイン・イラク政権の支配構造』（岩波書店、2003年）ISBN　978-4-00-024617-0
- 『イラク：戦争と占領』（岩波新書、2004年）ISBN　978-4-00-430871-3
- 『イラクはどこへ行くのか』（岩波書店〈岩波ブックレット〉、2005年）ISBN　978-4-00-009343-9
- 『イラクは食べる：革命と日常の風景』（岩波新書、2008年）ISBN　978-4-00-431125-6
- 『〈中東〉の考え方』（講談社現代新書、2010年）ISBN　978-4-06-288053-4
- 『中東から世界が見える：イラク戦争から「アラブの春」へ』岩波ジュニア新書、2014年。ISBN　978-4-00-500767-7
- 『移ろう中東、変わる日本：2012-2015』みすず書房、2016年。ISBN　978-4-622-07958-3
- 『9.11後の現代史』講談社現代新書、2018年。ISBN　978-4-06-288459-4
- 『「春」はどこにいった：世界の「矛盾」を見渡す場所から 2017-2022』みすず書房、2022年。ISBN　978-4-622-09530-9

### 共著
- From Storm to Thunder: Unfinished Showdown between Iraq and U.S., with Faleh A. Jabbar and Ahmad Shikara, (Institute of Developing Economies, 1998).
- （西谷修・臼杵陽・NHKイスラム・プロジェクト）『アメリカはなぜ狙われたのか：徹底討論・同時多発テロ事件の底流を探る』（岩波ブックレット、2002年）ISBN　978-4-00-009263-0
- （姜尚中）『イラクから北朝鮮へ：「妄想」の戦争』（日本弁護士連合会編）太田出版、2003年。ISBN　978-4-87233-762-4

### 編著
- 『国家・部族・アイデンティティー：アラブ社会の国民形成』（アジア経済研究所、1993年）ISBN　978-4-258-04427-6
- 『イラク・フセイン体制の現状：経済制裁部分解除開始から一年』（アジア経済研究所、1998年）ISBN 4-258-26008-8
- 『中東諸国の社会問題』（アジア経済研究所、1998年）ISBN　978-4-258-04486-3
- 『民族主義とイスラーム：宗教とナショナリズムの相克と調和』（アジア経済研究所、2001年）ISBN　978-4-258-04514-3
- 『「テロ」と「戦争」のもたらしたもの：中東からアフガニスタン、東南アジアへ』（アジア経済研究所、2002年）ISBN 4-258-26024-X
- Social Protests and Nation-building in the Middle East and Central Asia, (Institute of Developing Economies, 2003).
- 『イラクで私は泣いて笑う：NGOとして、ひとりの人間として』（めこん〈JVCブックレット〉、2009年）ISBN　978-4-8396-0224-6
- 『〈アラブ大変動〉を読む：民衆革命のゆくえ』（東京外国語大学出版会、2011年）ISBN　978-4-904575-17-8
- 『中東政治学』（有斐閣、2012年）ISBN　978-4-641-04997-0
- 『途上国における軍・政治権力・市民社会：21世紀の「新しい」政軍関係』編著（晃洋書房〈シリーズ転換期の国際政治・1〉、2016年）ISBN　978-4-7710-2694-0
- 『現代中東の宗派問題：政治対立の「宗派化」と「新冷戦」』編著（晃洋書房〈シリーズ転換期の国際政治・10〉、2019年）ISBN　978-4-7710-3193-7
- 『グローバル関係学とは何か』（岩波書店〈グローバル関係学・1〉、2020年）ISBN　978-4-00-027054-0

### 共編著
- （臼杵陽）『イスラーム地域の国家とナショナリズム』（東京大学出版会〈イスラーム地域研究叢書・5〉、2005年）ISBN　978-4-13-034185-1
- （青山弘之）『中東・中央アジア諸国における権力構造：したたかな国家・翻弄される社会』（岩波書店、2005年）ISBN　978-4-00-009970-7
- （国分良成・遠藤貢）『日本の国際政治学(3)地域から見た国際政治』（有斐閣、2009年）ISBN　978-4-641-01028-4
- （吉岡明子・山尾大）『現代イラクを知るための60章』（明石書店〈エリア・スタディーズ〉、2013年）ISBN　978-4-7503-3777-7
- （五十嵐誠一）『ローカルと世界を結ぶ』（岩波書店〈グローバル関係学・7〉、2020年）ISBN　978-4-00-027060-1

### その他
- ウィルフレッド・セシジャー『湿原のアラブ人』（白須英子訳・酒井啓子解説）白水社、2009年。ISBN　978-4-560-08027-6
- 小熊英二『真剣に話しましょう：小熊英二対談集』（東浩紀・上野千鶴子・酒井啓子ほか）新曜社、2014年。ISBN　978-4-7885-1399-0
- 寄稿・今こそイラク戦争の反省と総括が必要、ふぇみん婦人民主クラブ、2023年3351号